# 松江府

松江府在江苏省的位置（1820年）

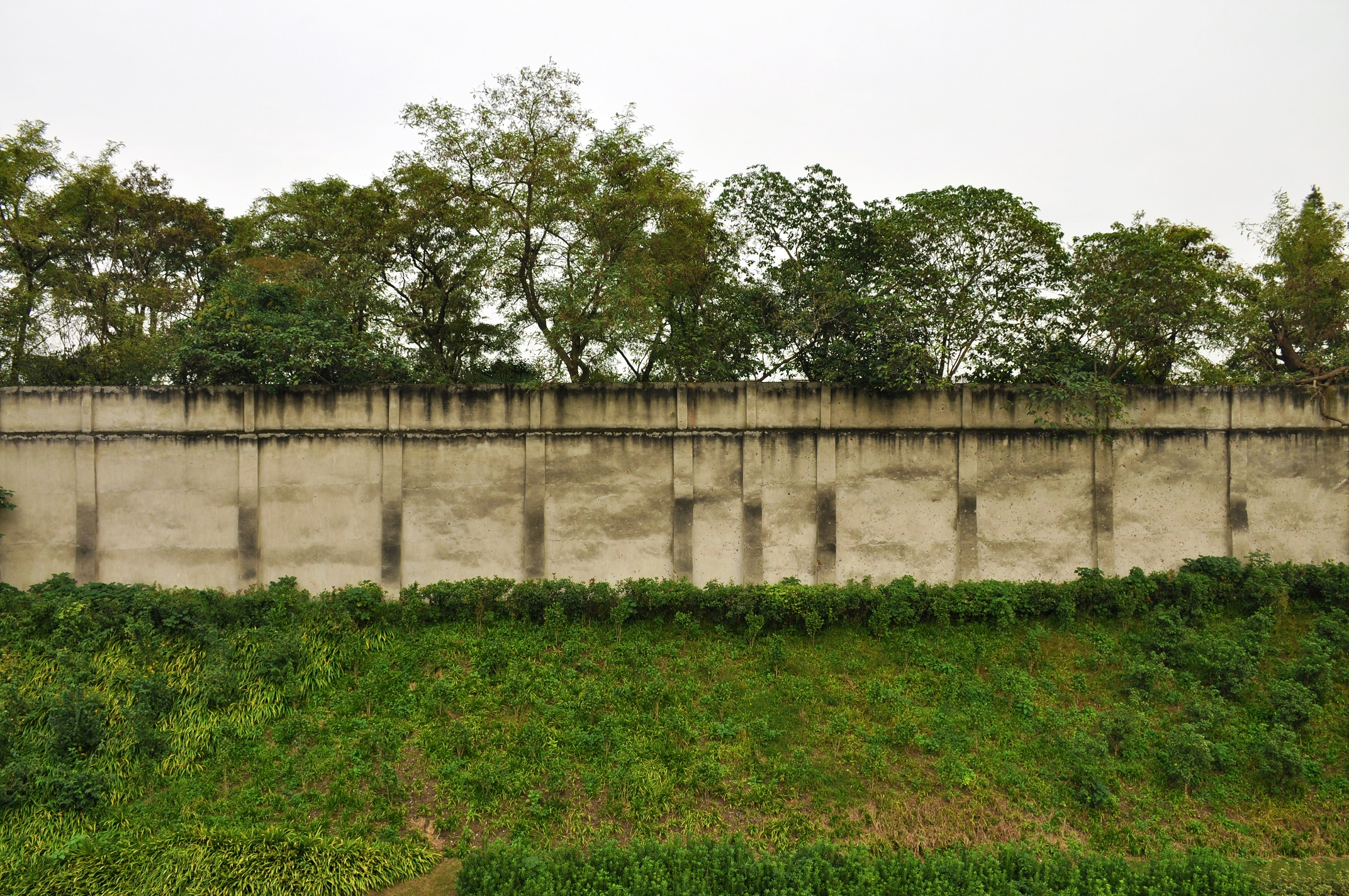
松江府城遗址

松江府是中国古代的一个府，前身为华亭府。在今上海市境内，治所在华亭县（今上海市松江区）。

## 历史
元朝至元十四年（1277年），华亭县升为华亭府，次年（至元15年，即1278年）新设松江府，辖华亭县。至元二十七年（1290年），华亭县部分乡分出，新设上海县（今上海市中心城区、闵行区等地，县治在今上海市黄浦区老城厢）。一般以1291年作为上海正式设立行政建制的年份。
明朝嘉靖二十一年（1542年），华亭县和上海县部分地区划出，新设青浦县（今上海市青浦区）。
清朝顺治十三年（1656年），新设娄县（今上海市松江区西南及金山区全部）；雍正二年（1724年），新设奉贤县（今上海市奉贤区）、金山县（今上海市金山区）、南汇县（今上海市浦东新区南）和福泉县（今上海市青浦区东北等地）；雍正八年（1730年），福泉县并入青浦县；嘉庆十年（1805年），新设川沙抚民厅（县级，今上海市浦东新区北）。

## 裁撤
- 辛亥革命后，江苏巡抚程德全在1911年11月5日宣布江苏独立。
- 1912年1月，江苏临时议会议决，江苏都督府通令颁布《江苏暂行地方制》条例，各地废府、州，并县、厅。故废松江府、上海道，下辖各县改由江苏省管辖。
- 民国3年（1914年），设沪海道。
- 民国16年（1927年），撤销沪海道，设立上海特别市，上海基本形成目前的行政区划。

## 特产
- 松江鱸（江南第一名鱼）

## 延伸阅读
[在维基数据编辑]
 《欽定古今圖書集成·方輿彙編·職方典·松江府部》，出自陈梦雷《古今圖書集成》